# Internet Information Services
Internet Information Services (IIS) – zbiór usług internetowych dla systemów rodziny Microsoft Windows. Obecnie pełni funkcję serwera FTP, FTPS, HTTP, HTTPS, HTTP/2, NNTP oraz SMTP.

## Wersje
Poniżej znajduje się lista wszystkich wersji IIS i odpowiadających im wersji systemów operacyjnych Windows:
- IIS 1.0, Windows NT 3.51 Service Pack 3
- IIS 2.0, Windows NT 4.0
- IIS 3.0, Windows NT 4.0 Service Pack 3
- IIS 4.0, Windows NT 4.0 Option Pack
- IIS 5.0, Windows 2000
- IIS 5.1, Windows XP Professional
- IIS 6.0, Windows Server 2003
- IIS 7.0, Windows Vista, Windows Server 2008
- IIS 7.5, Windows 7, Windows Server 2008 R2
- IIS 8.0, Windows 8, Windows Server 2012
- IIS 8.5, Windows 8.1, Windows Server 2012 R2
- IIS 10, Windows 10, Windows Server 2016

## Opis wybranych wersji
Wersja IIS 5 ma formę pojedynczego procesu: inetinfo.exe.
Wersja IIS 6 korzysta z czterech głównych procesów:
- Http.sys,
- Web Administration Services (WAS),
- Procedury obsługi aplikacji/procesy robocze,
- IIS Admin Service.

W tej wersji poprawiono skalowalność, bezpieczeństwo i zarządzanie. Głównym celem było stworzenie bezpiecznego i wydajnego serwera WWW, który łatwo może obsługiwać skomplikowane systemy wykorzystujące najnowsze technologie internetowe.
Wersja IIS 7 zbudowana jest w bardziej modularny sposób i umożliwia delegowanie uprawnień do poszczególnych funkcji, bez konieczności nadawania wysokich uprawnień w systemie operacyjnym.

## Bezpieczeństwo
We wcześniejszych wersjach IIS niezależni specjaliści odnaleźli szereg błędów, które w 2001 roku zostały wykorzystane przez twórców wirusów Nimda oraz Code Red. Według Roberta Minkhorsta, prezesa jednej z amerykańskich firm zajmujących się bezpieczeństwem komputerowym:
Tutaj, w USA, tylko w ciągu jednego tygodnia Nimda spowodowała straty rzędu pół miliarda dolarów. Code Red, który zaczął działać w połowie czerwca, kosztował jak dotąd amerykańską gospodarkę 2,6 miliarda dolarów.
Wszystkie sygnalizowane przez ekspertów usterki zostały usunięte w wersji 6.0 (aktualne wydanie oznaczone jest numerem 10).

## Udział w rynku
Według danych z grudnia 2019 IIS jest trzecim co do popularności serwerem stron internetowych na świecie, z udziałem 14.59%. Od 2014 roku można zaobserwować wyraźny spadek udziału IIS głównie na rzecz nginx, ale także na rzecz Apache.
Statystyki wykorzystania serwerów WWW (dane z grudnia 2019 według serwisu Netcraft):
| nginx                         | 479 072 656 | 37.77% |
| Apache                        | 308 978 570 | 24.36% |
| Internet Information Services | 185 084 122 | 14.59% |
| Google                        | 37 290 465  | 2.94%  |